# Кострицы
Костри́цы (бел. Кастрыцы) — деревня в составе Мостокского сельсовета Могилёвского района Могилёвской области Белоруссии.

## Географическое положение
Ближайшие населённые пункты: Павловка, Колесище, Полыковичи, Мосток

## История
Упоминаются в 1705 году в составе Могилевской экономии в Оршанском повете ВКЛ.

## Население
- 1999 год — 37 человек
- 2010 год — 34 человека